# 생물권보전지역

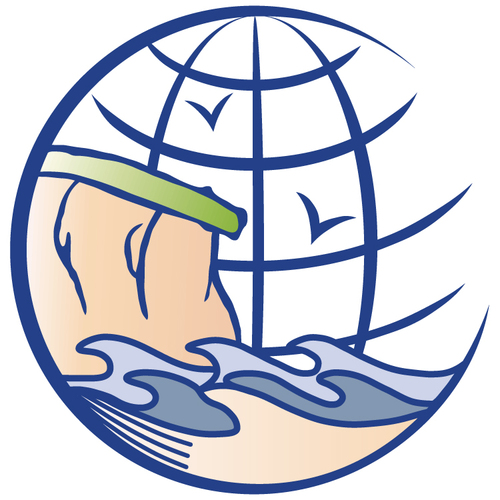

생물권 보전지역(Biosphere Reserve, 生物圈保護地域)은 유네스코의 MAB(인간과 생물권 계획)에 따라 지정된 보호구역이다.
두 개 또는 그 이상의 생물이 보존되는 지역으로 인간 활동이 억제된다.
2003년 12월 현재 97개 국의 400여개 곳이 생물권보전지역으로 지정되어 있다.

## 지역별 생물권보전지역

### 한반도
대한민국
- 설악산 (1982년 지정) - 강원도
- 제주도 (2002년 지정) - 제주도
- 신안 다도해 (2009년 지정) - 전라남도
- 광릉숲 (2010년 지정) - 경기도
- 고창 (2013년 지정) - 전라북도
- 순천 (2018년 지정) - 전라남도
- 강원 생태평화 (2019년 지정) - 강원도
- 연천 임진강 (2019년 지정) - 경기도
- 완도 (2021년 지정) - 전라남도

조선민주주의인민공화국
- 백두산 (1989년 지정) - 량강도
- 구월산 (2004년 지정) - 황해남도
- 묘향산 (2009년 지정) - 평안남도/평안북도/자강도
- 칠보산 (2014년 지정)
- 금강산 (2018년 지정)

## 같이 보기
- 유네스코
- 유네스코 한국위원회
- 세계유산
- 세계기록유산
- 인류무형문화유산
- 세계지질공원
- 세계 책의 수도
- 유네스코 창의도시 네트워크
- 유네스코 글로벌 학습도시 네트워크
- 유네스코 학습도시상
- 유네스코 국제상
  - 유네스코 세종대왕 문해상
  - 유네스코 직지상
- 국제 기념해
- 국제 기념일